# Режим Квислинга
Режим Квислинга (норв. Quisling regimet), официальное название «Национальное правительство» (норв. Nasjonale regjering) — коллаборационистское правительство оккупированной Германией Норвегии, которое существовало в период с 1 февраля 1942 по 9 мая 1945 года. Ключевой фигурой правительства был лидер норвежской нацистской партии «Национальное единение» Видкун Квислинг, который занимал пост президент-министра на протяжении всего существования режима.
Правительство имело автономный статус, при этом территориально входило в состав Рейхскомиссариата Норвегия, который был образован ещё в 1940 году. Фактически, вся власть в государстве принадлежала непосредственно немецкой администрации рейхскомиссариата.

## История

### Попытка захвата власти в 1940 году
Квислинг установил контакты с правительством Германии ещё в 1939 году, когда над страной висела угроза высадки войск Англии и Франции. В декабре 1939 года он впервые встречается с Гитлером и просит поддержки, утверждая, что сможет установить «новый порядок» в Норвегии. Гитлер обещает финансовую и при необходимости военную поддержку.
9 апреля 1940 года, в связи с нападением Германии на Норвегию, король Хокон VII покинул страну. В тот же день Квислинг объявил по радио о свержении старого правительства и создании нового, в котором он занимает должность премьер-министра. Квислинг призвал граждан Норвегии прекратить сопротивление и подчиниться немецкой оккупации, которая по сути спасает страну от вторжения англо-французских войск. Однако, его заявление вызвало крайне негативную реакцию среди норвежцев, по причине чего немецкая оккупационная администрация сместила его 15 апреля и приступила к созданию своих органов власти. 24 апреля Рейхскомиссаром и фактическим лидером государства был назначен Йозеф Тербовен.

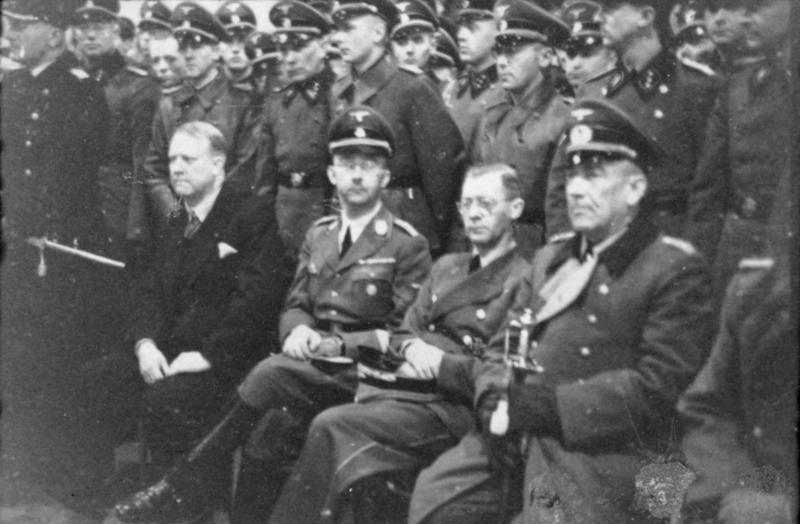
Слева направо: Видкун Квислинг, Генрих Гиммлер, Йозеф Тербовен, Николаус фон Фалькенхорст. Норвегия, 1941 г.

### Создание правительства и внутренняя политика
С сентября 1940 года Квислинг был назначен исполняющим обязанности премьер-министра при Йозефе Тербовене. Автономное правительство, в котором Квислинг получил пост президент-министра, было создано только в феврале 1942 года.
На деле, власть правительства была ограничена немецкими интересами в государстве. Внутренняя политика государства не сильно отличалась от других автономных и пронемецких режимов, созданных на оккупированных Германией территориях. Партия Национальное единение стала единственной законной в стране, были введены нюрнбергские расовые законы, запрещён въезд евреям в страну.
Неофициально в отношении Квислинга использовался титул «Фёрер» (норв. fører), который был аналогом титула Фюрера в Германии. На территории Норвегии были созданы концентрационные лагеря, а с октября 1942 по февраль 1943 были проведены первые крупные аресты противников режима и евреев.
Также в стране развернулось движение сопротивления, члены которого совершили ряд диверсий против оккупантов и коллаборационистов. Квислинг надеялся, что новый режим получит больше независимости, однако этого не случилось по ряду причин. В первую очередь потому, что его правительство не пользовалось поддержкой среди населения, больше испытывающего сочувствие к Англии, где находился король Хокон VII и правительство в изгнании. 16 августа 1943 Национальное правительство Норвегии объявило войну СССР.

### Вопрос независимости
Даже после создания правительства Квислинга, Йозеф Тербовен по прежнему управлял Норвегией как диктатор, подчиняясь напрямую только указаниям Гитлера. Режим Квислинга являлся марионеточным правительством, но Квислинг выступал за независимость Норвегии и отзыв Тербовена, постоянно безуспешно предлагая эту идею Гитлеру. Квислинг собирался добиться независимости Норвегии под собственной властью путём заключения мирного договора с Германией и прекращения оккупации; Германия должна была признать суверенитет Норвегии. Далее он собирался присоединиться к антикоминтерновскому пакту. Планировалось восстановить призыв в норвежскую армию, чтобы затем вступить во Вторую мировую войну на стороне стран оси.
Квислинг выдвинул идею создания общеевропейского союза с единой валютой и общим рынком, однако без доминирования в нём Германии. Квислинг неоднократно представлял свои планы Гитлеру путём отправки писем или путём прямых переговоров (в начале во время встречи 13 февраля 1942 года, а затем 28 января 1945 года в рейхсканцелярии). Все планы Квислинга были отвергнуты Гитлером, который не собирался заключать никаких соглашений до окончания войны и вынашивал планы аннексировать Норвегию как самую северную область «большого рейха». Однако во время последней встречи в 1945 году, Гитлер обещал Квислингу восстановление независимости Норвегии, как только война закончится. Это был единственный известный случай, когда Гитлер делал подобное обещание.

### Падение
К 1944 году Квислинг почти целиком утратил надежду на обретение Норвегией независимости, а Германия находилась на грани поражения в войне. Йозеф Тербовен покончил жизнь самоубийством в 1945 году, из-за высадки войск союзников, а Квислинг был арестован 9 мая вместе с остальным правительством, вследствие чего режим прекратил своё существование. Партия Национального единения была запрещена и распущена.